# Ломе
Ломѐ (на френски: Lomé) е най-големият град и столицата на Того. Населението му е около 837 000 души (2010).

## География
Разположен в югозападната част на страната на брега на Атлантическия океан, Ломе е и административен център на регион Маритим и префектура Голф.
В агломерацията на Ломе са включени съседни селища, като Багуида, Тотсиви, Тотсиган, Афлао (в Гана) и други. Градски квартали: Аблогаме, Адавлато, Амутиве, Бе, Декон, Форевър, Коджовиакопе, Нукафу, Нуеконакпое, Токоин и Кседранауое. Северните квартали на града са почти разделени от центъра на града от лагуна.
| Населението на Ломе от 19 до 21 век |
| 1892: 1500 жители                   |
| 1896: 2000 жители                   |
| 1900: 3000 жители                   |
| 1904: 4000 жители                   |
| 1907: 6000 жители                   |
| 1911: 8000 жители                   |
| 1930: 15 000 жители                 |
| 1938: 18 000 жители                 |
| 1950: 33 000 жители                 |
| 1955: 43 000 жители                 |
| 1960: 85 000 жители                 |
| 1970: 186 000 жители                |
| 1981: 375 499 жители                |
| 1990: 450 000 жители                |
| 1997: 573 000 жители                |
| 2006: 737 751 жители                |

## История
Селището възниква през XVIII век. От 1897 година до Първата световна война е столица на германското владение Тоголанд, от 1918 година – на Френско Того, от 1934 – Британско Того, а от 1960 година е столица на независимо Того.
Градът е основан през XVIII век от местните племена футулока. През 1882 г. селото, известно тогава като Бей Бийч, става важен търговски център. То става столица на германския протекторат Тоголанд през 1897 година. След 1918 година е столица на Френско Того, от 1934 — Британско Того, а от 1960 година — на независимо Того.

## Култура
Ломе е известно като конгресен център в Африка – там се провеждат ежегодните конгреси на Африканската лига на орнитолозите-природолюбители, световният сциентоложки конгрес, срещи на Съюза на младите африканци, Съюза за развитие на Гвинейския басейн и много др. организаци. След основаването си Ломе дълго време е известен като място за нощни похождения на моряците – там почти задължително са спирали по пътя си редица експедиции на връщане от Тихия океан и Антарктика или китобойни кораби. След независимостта Ломе все още не успява да се освободи от този образ и по крайните квартали все още се срещат „улици на червените фенери“.
В града има университет „Кефану Гоба“. Разполага с модерна инфраструктура за спортни състезания (било е домакин на турнир за Купата на Африка по футбол и Световното първенство по лакрос за девойки), концерти (ежегодни рок и кънтри фестивали) и други събития.

## Икономика
Главен икономически център и главно пристанище на страната, има железопътна гара и международна аерогара (на 4 км). Износ на палмово масло, мрамор, полускъпоценни камъни – аметист, цитрин, розов кварц, зелен кварц, планински кристал, памук, кафе и какао. Нефтопреработвателна, текстилна и лека промишленост.

## Личности
Родени в Ломе
- Жан-Пол Абало (р. 1975), футболист
- Пол Ададо (р. 1983), футболист
- Еманюел Адебайор (р. 1985), футболист